# SBB-CFF-FFS Re 620
La Re 620, Re 6/6 en la antigua numeración, es una locomotora eléctrica de seis ejes del SBB-CFF-FFS, la cual fue adquirida para reemplazar a las Ae 6/6 para el servicio pesado en el Gotthardbahn. Son las más modernas de las llamadas "locomotoras Gotthard".

## Construcción y tecnología
Para alcanzar la necesaria fuerza de tracción, fue necesario utilizar seis ejes, ubicados en tres bojes de dos ejes cada uno, en lugar de los dos de tres ejes de la Ae 6/6, para obtener buenas prestaciones en las curvas. El boje central podía moverse en forma lateral, y los tres estaban unidos mediante acoples elásticos. Dos de los cuatro prototipos estaban construidos con carrocería dividida en dos partes, estando su junta compuesta por una bisagra horizontal, no pudiendo pivotar en forma vertical, para adaptarse a los cambios en las pendientes.
Los otros dos protitipos tienen una suspensión secundaria blanda en lugar de la unión, lo cual probó ser tan confiable en el uso diario que toda la serie de locomotoras se construyó de esta manera. Sin embargo, los dos prototipos con carrocería dividida se mantienen en servicio regular.
El diseño exterior es similar a la Re 4/4II, como lo son también los controles del conductor y la tecnología de transformador convencional, que se aplicó por última vez para esta locomotora. En contraste con la Re 4/4II, la Re 6/6 tenía dos transformadores (un transformador de potencia y uno de control) montados en el chasis entre los bojes. Debido a su techo más alto, la Re 6/6 tiene una apariencia más robusta que la Re 4/4II, especialmente cuando se la mira de frente.